# Indotestudo elongata
A tartaruga alongada (Indotestudo elongata) é uma espécie de tartaruga encontrada no Sudeste Asiático e partes do Subcontinente Indiano, particularmente Nordeste da Índia.

## Descrição

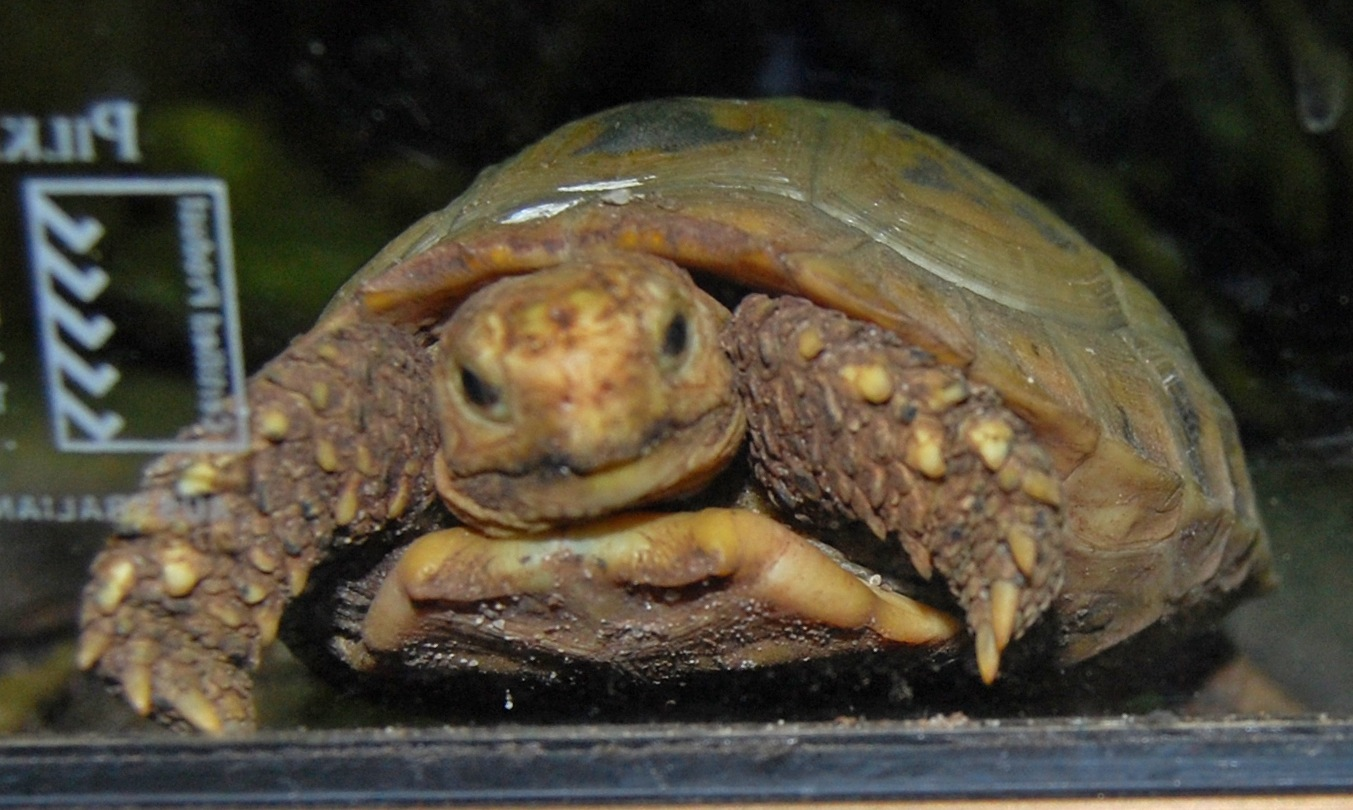
Espécime jovem (584 dias de idade)

Possui uma carapaça consideravelmente deprimida, mais de duas vezes mais longa que a profundidade, com região vertebral plana; margens anterior e posterior ligeiramente revertidas, fortemente serrilhadas em espécimes jovens, fracamente em espécimes velhos; escudos estriados concentricamente, exceto em espécimes antigos; nucal presente (raramente ausente), estreito e alongado; supracaudal indiviso, mais ou menos encurvado; a primeira vértebra geralmente é quase tão longa quanto larga no adulto, as outras mais largas que comprida e quase tão larga quanto os costais. Plastrão grande, truncado anteriormente, profundamente entalhado posteriormente; sutura entre as proteções peitorais tão longa ou mais longa que a entre os umerais; sutura entre as gulares tão longa ou um pouco mais curta que a entre os peitorais; anais formando uma sutura muito curta, ou totalmente separados pela incisura anal; axilar e inguinal moderado. Cabeça moderada; um par de grandes escudos pré-frontais, geralmente seguidos por um frontal quase igualmente grande; bico ligeiramente torto, tricúspide; crista alveolar da mandíbula superior curta e bastante fraca. Face anterior dos membros anteriores com escamas imbricadas moderadas, de tamanhos desiguais, que são maiores para o lado externo; sem tubérculos aumentados nas coxas; cauda terminando em um tubérculo córneo em forma de garra. Carapaça e plastrão amarelo esverdeado, cada escudo com uma mancha preta irregular ou mancha, que pode ocupar sua maior porção, ou pode ser muito quebrada ou indistinta.

### Tamanho
Normalmente,  Indotestudo elongata  tem cerca de 30 cm (12 polegadas) de comprimento e 3,5 kg (7 libras) quando adulto. As fêmeas tendem a ser mais largas do que os machos e mais arredondadas. Os machos também têm uma cauda muito maior do que a da fêmea. Os machos têm um plastrão côncavo, enquanto o plastrão da fêmea é plano. Além disso, as garras posteriores da fêmea são marcadamente mais longas e mais curvas do que as do macho. Acredita-se que isso seja para facilitar a construção do ninho.

## Distribuição
A espécie é encontrada na Índia (Tripura, Jalpaiguri, East Bengal e Singhbhum em Jharkhand), Nepal, Bangladesh, Burma (ou Mianmar), Laos, Tailândia (incl. Phuket), Camboja, Vietnã, Malásia Ocidental, Sul da China. Localidade tipo: Arakan, Tenasserim, Burma.

## Ameaças e conservação

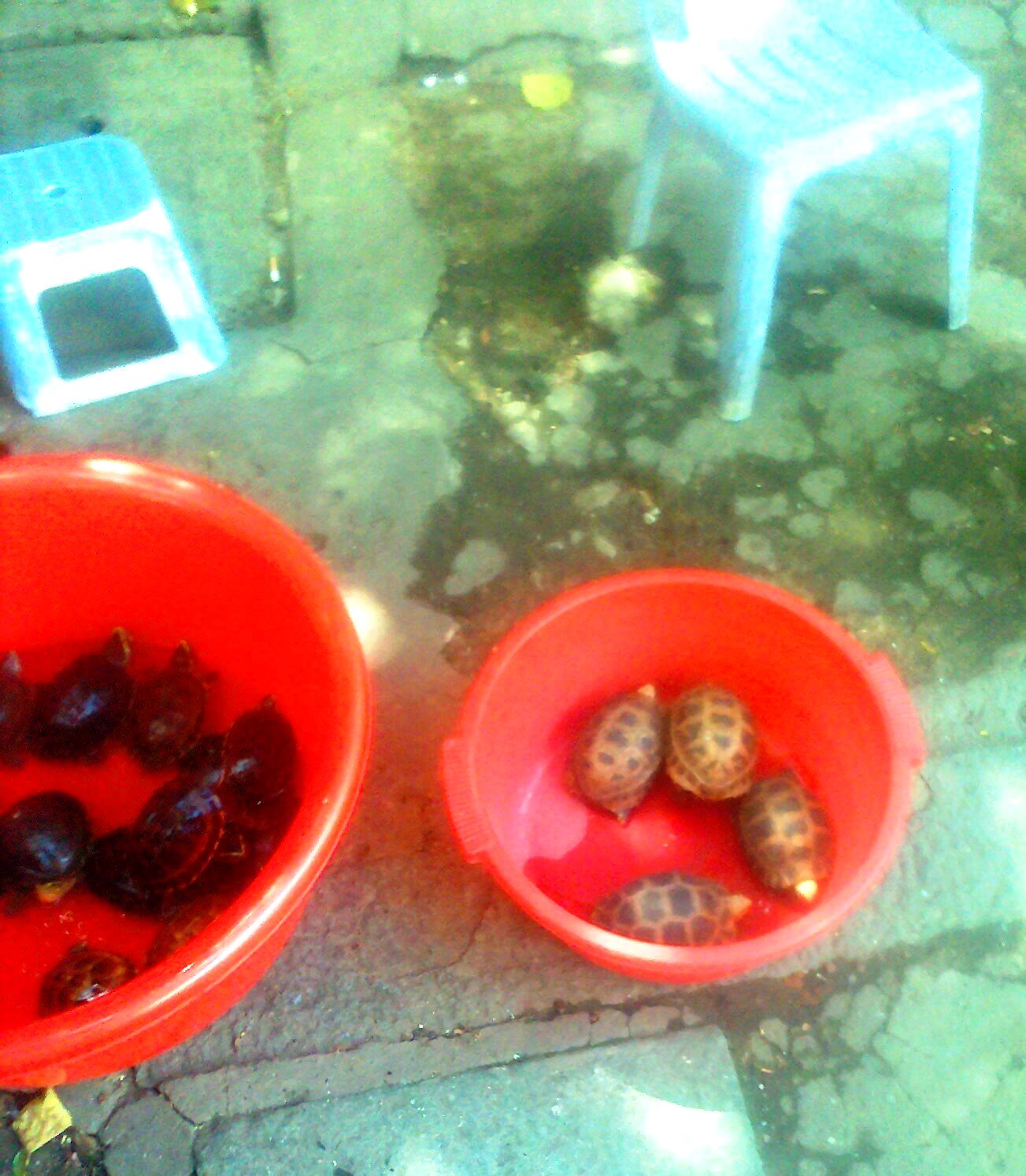
Tartarugas alongadas para venda, fora do Jade Emperor Pagoda, Ho Chi Minh City, Vietnam.

A tartaruga alongada é uma espécie em extinção e está em severo declínio em sua distribuição natural.
As principais ameaças a esta espécie são a colheita em massa das populações selvagens restantes para os grandes e crescentes mercados de alimentos na China e em outras partes do Leste Asiático. Também é incorretamente acreditado na China que uma mistura, feita a partir da trituração da casca da tartaruga, serve como afrodisíaco.
Além disso, outras ameaças são a destruição do habitat e a coleta ilegal para o comércio de animais de estimação.

## Tartarugas alongadas em cativeiro
Em seu habitat natural, essas tartarugas se alimentam de uma grande variedade de plantas. Da mesma forma em cativeiro, eles requerem uma grande variedade de alimentos, não apenas um tipo de vegetal. Sua dieta é composta principalmente de vegetais e folhas comestíveis, porém também consomem carnes, caramujos, ovos e outros alimentos. Isso serve para complementar sua dieta. Os vegetais por si só não são suficientemente variados.
Esta espécie tropical não sobrevive em climas frios. Aqueles que são exportados para a Europa e América do Norte para o comércio de animais de estimação geralmente sofrem e logo morrem se não receberem cuidados especiais em ambientes internos.
Eles também requerem uma fonte constante de água, para tomar banho e beber. Sendo répteis, que não conseguem controlar sua temperatura corporal internamente, eles requerem uma área variada na qual possam ter acesso ao sol e à sombra. Isso permite que eles se movimentem e, assim, regulem e mantenham a temperatura corporal constante.

## Leitura complementar
- Blyth, E. 1854 Notices and descriptions of various reptiles, new or little-known. Part I. J. Asiat. Soc. Bengal  22 [1853]: 639–655
- Gray, J.E. 1857 Notice of some Indian tortoises (including the description of a new species presented to the British Museum by Professor Oldham). Ann. Mag. Nat. Hist. (2) 19: 342–344
- Iverson, John B., Phillip Q. Spinks, H. Bradley Shaffer, William P. McCord and Indraneil Das 2001 Phylogenetic relationships among the Asian tortoises of the genus Indotestudo (Reptilia: Testudines: Testudinidae). Hamadryad 26 (2):271–274